# Lijst van presentatoren van PowNed
Dit is een lijst van presentatoren en presentatrices die bij PowNed werken of gewerkt hebben.
Legenda
-  = Huidige presentatoren zijn voorzien van een roze blokje.

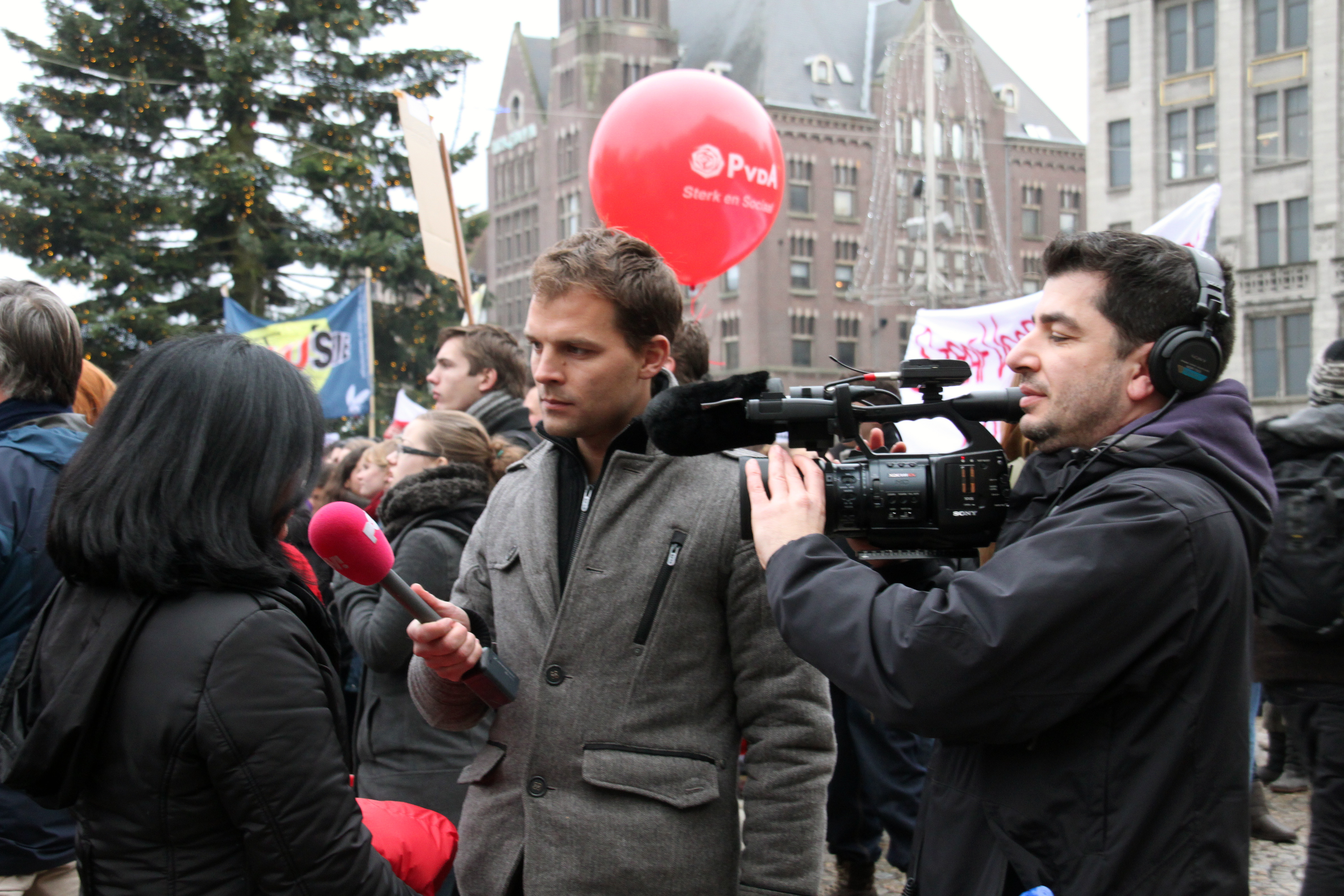
Daan Nieber houdt een interview voor het actualiteitenprogramma PowNews

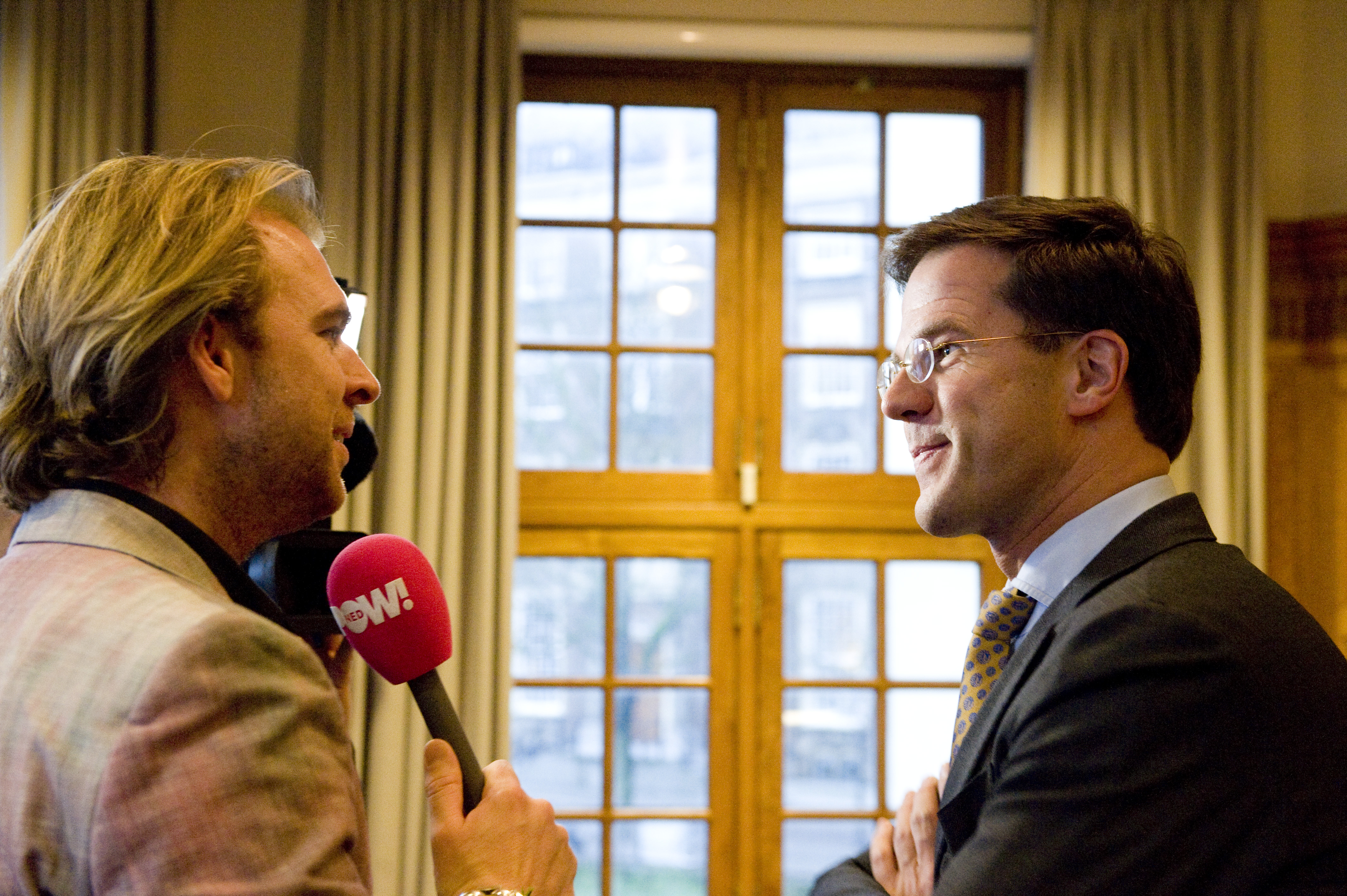
Rutger Castricum bij minister-president Rutte in het Torentje

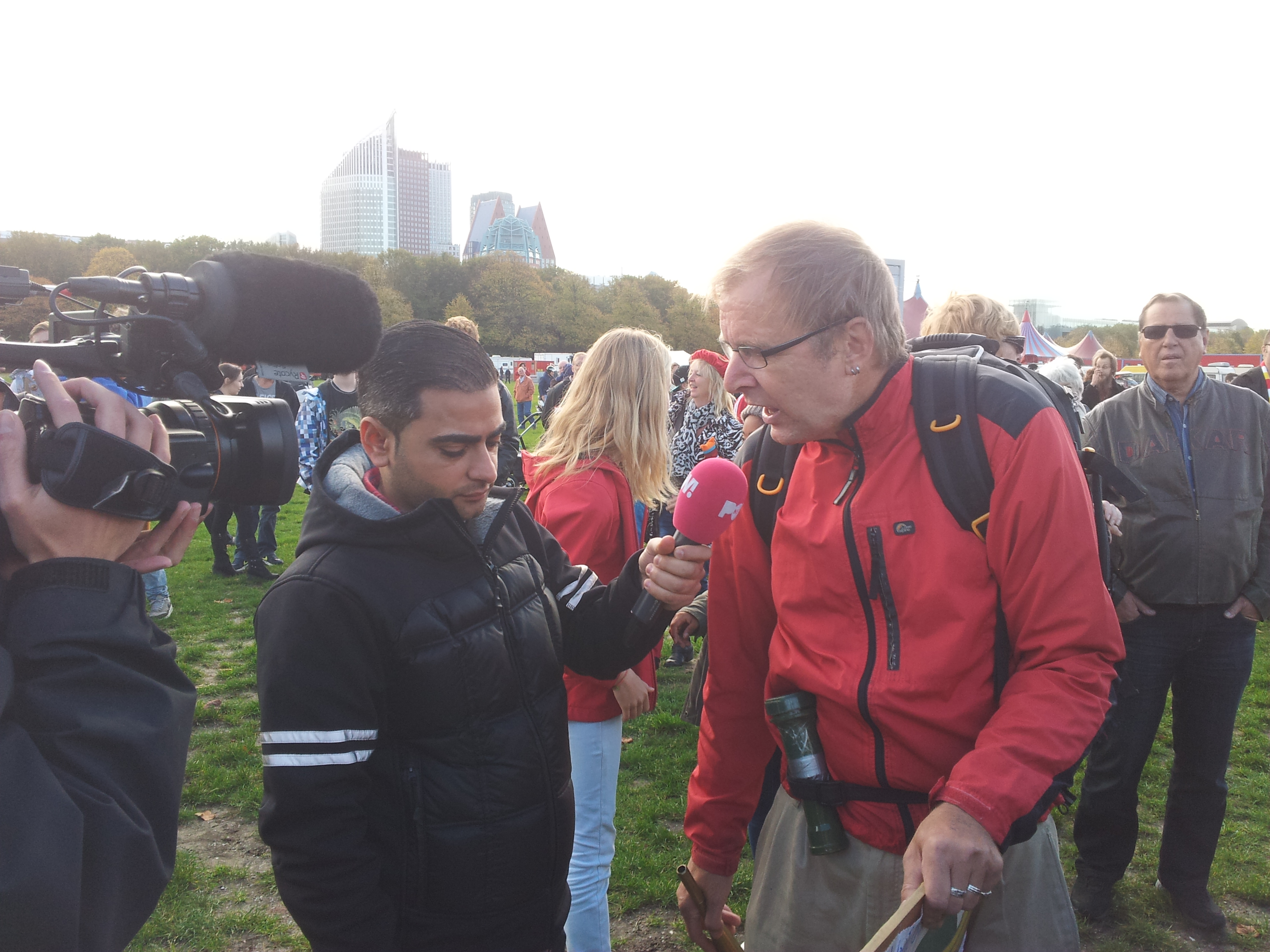
Danny Ghosen interviewt iemand voor PowNews

## B
|  | Naam                    | Periode   | Programma (onder andere)                               | Opmerkingen |
|  | ----------------------- | --------- | ------------------------------------------------------ | ----------- |
|  | Mark Baanders           | 2017–0000 | Televisie: Onrecht! (NPO 3), Serious Christmas (NPO 3) |             |
|  | Olivier Bakker          | 2022–0000 | Radio: De AvondVrijdagShow (NPO 3FM)                   |             |
|  | Nellie Benner           | 2022–0000 | Radio: Barend & Benner (NPO 3FM)                       |             |
|  | Jojanneke van den Berge | 2012–2013 | Televisie: PowLitie (NPO 3)                            |             |

## C
|  | Naam             | Periode   | Programma (onder andere) | Opmerkingen |
|  | ---------------- | --------- | --- | ----------- |
|  | Rutger Castricum | 2010–0000 | Radio: De Nacht van Rutger (NPO Radio 1) Televisie: PowNed (Veronica), PowNews (NPO 3), Studio PowNed (NPO 3), De Hofbar (NPO 2), De Hofkar (NPO 2), Feyenoord op 1 (NPO 1), Emmen op 1 (NPO 1), House Ibiza (NPO 3), Inclusief Rutger, Marokko op 1 (NPO 1), De Klimaatkar (NPO 2), Taxi Castricum (NPO 2) |             |

## D
|  | Naam              | Periode   | Programma (onder andere)          | Opmerkingen |
|  | ----------------- | --------- | --------------------------------- | ----------- |
|  | Barend van Deelen | 2022–0000 | Radio: Barend & Benner (NPO 3FM)  |             |
|  | Jan Dijkgraaf     | 2010–2011 | Radio: Echte Jannen (NPO Radio 1) |             |
|  | Bram Douwes       | 2020–0000 |                                   |             |
|  | Gerben van Driel  | 2010–2015 | Televisie: PowNews (NPO 3)        |             |

## E
|  | Naam           | Periode   | Programma (onder andere)                                          | Opmerkingen |
|  | -------------- | --------- | ----------------------------------------------------------------- | ----------- |
|  | Joost Eerdmans | 2018–2019 | Radio: De Diepte in door de bril van Joost Eerdmans (NPO Radio 1) |             |

## G
|  | Naam             | Periode   | Programma (onder andere)                     | Opmerkingen |
|  | ---------------- | --------- | -------------------------------------------- | ----------- |
|  | Waldy van Geenen | 2022–2023 | Radio: 5 Dagen ... (NPO Radio 1)             |             |
|  | Danny Ghosen     | 2010–2014 | Televisie: PowNews (NPO 3), PowLitie (NPO 3) |             |
|  | Edson da Graça   | 2021      | Televisie: Goed Fout                         |             |
|  | Olcay Gulsen     | 2023      | Televisie: Ruud & Olcay (NPO 1)              |             |

## H
|  | Naam           | Periode   | Programma (onder andere)          | Opmerkingen |
|  | -------------- | --------- | --------------------------------- | ----------- |
|  | Jan Heemskerk  | 2011–2015 | Radio: Echte Jannen (NPO Radio 1) |             |
|  | Jeroen Holtrop | 0000–2019 | Televisie:                        |             |

## K
|  | Naam           | Periode   | Programma (onder andere)                                            | Opmerkingen |
|  | -------------- | --------- | ------------------------------------------------------------------- | ----------- |
|  | Eddy Keur      | 2021–0000 | Radio: Eddy's Nachtwacht (NPO Radio 2), Keur in de Middag (NPO 3FM) |             |
|  | Martijn Koning | 2021      | Televisie: Goed Fout                                                |             |
|  | Bram Krikke    | 2019      | Televisie: Onrecht! (NPO 3)                                         |             |

## L
|  | Naam                | Periode   | Programma (onder andere)                    | Opmerkingen |
|  | ------------------- | --------- | ------------------------------------------- | ----------- |
|  | Frank van der Lende | 2014–2015 | Radio: De Bende van Van der Lende (NPO 3FM) |             |
|  | Jasper Leijdens     | 2015      | Radio: Jasper (NPO 3FM)                     |             |
|  | Bert van Lent       | 2010–2012 | Radio: Turbulent (NPO 3FM)                  |             |

## M
|  | Naam               | Periode   | Programma (onder andere)                             | Opmerkingen |
|  | ------------------ | --------- | ---------------------------------------------------- | ----------- |
|  | Roel Maalderink    | 2014      | Televisie: PowLitie (NPO 3)                          |             |
|  | Mark van der Molen | 2015      | Radio: Markplaats (NPO 3FM), Nog/al Wakker (NPO 3FM) |             |
|  | Chazia Mourali     | 2019–0000 | Radio: Goed Ingelichte Kring (NPO Radio 1)           |             |

## N
|  | Naam        | Periode | Programma (onder andere)                     | Opmerkingen |
|  | ----------- | ------- | -------------------------------------------- | ----------- |
|  | Daan Nieber | 2014    | Televisie: PowNews (NPO 3), PowLitie (NPO 3) |             |

## O
|  | Naam           | Periode   | Programma (onder andere)    | Opmerkingen |
|  | -------------- | --------- | --------------------------- | ----------- |
|  | Niels Oosthoek | 2021      | Televisie: Onrecht! (NPO 3) |             |
|  | Sanae Orchi    | 2014–2015 | Televisie: PowNews (NPO 3)  |             |

## P
|  | Naam             | Periode   | Programma (onder andere)             | Opmerkingen |
|  | ---------------- | --------- | ------------------------------------ | ----------- |
|  | Aryan Parsa      |           |                                      |             |
|  | Ingrid Perez     | 2012–2014 | Radio: Vroeg of Laat Pérez (NPO 3FM) |             |
|  | Nadia Poeschmann | 2012–2014 | Televisie: PowNews (NPO 3)           |             |

## R
|  | Naam             | Periode   | Programma (onder andere)                                     | Opmerkingen |
|  | ---------------- | --------- | ------------------------------------------------------------ | ----------- |
|  | Prem Radhakishun | 2016–2022 | Radio: Zwarte Prietpraat (NPO Radio 1)                       |             |
|  | Jamie Reuter     | 2021–0000 | Radio: Jamie (NPO 3FM), De AvondVrijdagShow (NPO 3FM)        |             |
|  | Jan Roos         | 2010–2015 | Radio: Echte Jannen (NPO Radio 1) Televisie: PowNews (NPO 3) |             |
|  | Jaimy de Ruijter | 2025–0000 | Radio: Jaimy's Jamz (NPO BLEND)                              |             |

## S
|  | Naam            | Periode   | Programma (onder andere) | Opmerkingen |
|  | --------------- | --------- | --- | ----------- |
|  | Dennis Schouten | 2016–2020 | Televisie: Onrecht! (NPO 3) Online: Dennis in Albufissa, Dennis in Cherso                                                                   |             |
|  | Katja Schuurman | 2021      | Televisie: Goed Fout |             |
|  | Henk Spaan      |           | Televisie: Heilig Gras (NPO 3) |             |
|  | Rob Stenders    | 2010–2015 | Radio: RobRadio (NPO 3FM), Stenders Vrijmibo (NPO 3FM), Stenders Latevermaak (NPO 3FM), Rob Standards (NPO Radio 2), SBS Jazz (NPO Radio 6) |             |

## V
|  | Naam                | Periode   | Programma (onder andere)                                                 | Opmerkingen |
|  | ------------------- | --------- | ------------------------------------------------------------------------ | ----------- |
|  | Roderick Veelo      | 2021–2022 | Radio: De Ronde Tafel van Roderick (NPO Radio 1)                         |             |
|  | Rick van Velthuysen | 2018–2023 | Radio: RickvanV doet 2 (NPO Radio 2), NPO Radio 2 Top 2000 (NPO Radio 2) |             |
|  | Rámon Verkoeijen    | 2024–0000 | Radio: Rámon (NPO 3FM)                                                   |             |
|  | Jan Versteegh       | 2012–2014 | Televisie: PowNews (NPO 3)                                               |             |
|  | Erik de Vlieger     | 2015–2016 | Radio: Opvliegers (NPO Radio 1) Televisie: Studio PowNed (NPO 3)         |             |

## W
|  | Naam             | Periode   | Programma (onder andere)                                                                                      | Opmerkingen                 |
|  | ---------------- | --------- | --- | --------------------------- |
|  | Saskia Weerstand | 2015      | Radio: Saskia (NPO 3FM)                                                                                       |                             |
|  | Dominique Weesie | 2010–0000 | Televisie: PowNews (NPO 3), House Ibiza (NPO 3)                                                               | Tevens Directeur van PowNed |
|  | Ruud de Wild     | 2023–0000 | Radio: De Wild in de Middag (NPO Radio 2), NPO Radio 2 Top 2000 (NPO Radio 2) Televisie: Ruud & Olcay (NPO 1) |                             |